# S.M.A.R.T. Chase: Perseguição Explosiva
Ji zhi zhui ji (em chinês:  极致追击, S.M.A.R.T. Chase na América do Norte, The Shanghai Job no Reino Unido, bra/prt: S.M.A.R.T. Chase: Perseguição Explosiva) é um filme de ação e suspense britano-chinês de 2017 dirigido por Charles Martin e estrelado por Orlando Bloom, Leo Wu, Simon Yam, Hannah Quinlivan e Lynn Hung. O filme foi lançado em 30 de setembro de 2017 na China.

## Elenco
- Orlando Bloom como Danny Stratton
- Hannah Quinlivan como J. Jae Anh
- Simon Yam como Mach Ren
- Leo Wu como DingDong Tang
- Lynn Hung como Ling Mo, namorada de Daniel.
- Jing Liang, como Yen, um líder de gangue implacável e astuto.
- Yanneng Shi
- Rong Chang
- Da Ying
- Tom Price como Ciem

## Produção

### Desenvolvimento
Anteriormente conhecido como S.M.A.R.T. Chase: Fire & Earth, as filmagensterminaram no final de 2016. A empresa sino-estadunidense Bliss Media financiou o filme e produziu-o juntamente com a empresa de gestão e produção 42, sediada em Londres. A Bliss Media detém os direitos de distribuição na China, enquanto a Creative Artists Agency representa os direitos nacionais do filme. A IMR International vendeu os direitos globais restantes no evento da indústria cinematográfica de 2016, American Film Market.

## Recepção

### Bilheteria
Lançado na China Continental em 30 de setembro de 2017, o filme não atendeu às expectativas, arrecadando apenas US$ 2.637.520 no período. A Universal Pictures fez um lançamento limitado na América em 31 de agosto de 2018.

### Mídia doméstica
Foi lançado em DVD, Blu-ray, Amazon Prime, iTunes Store em 2 de outubro de 2018 na América do Norte.